# Nuevo Paraíso, Michoacán de Ocampo
Nuevo Paraíso är en ort i Mexiko.   Den ligger i kommunen Angamacutiro och delstaten Michoacán de Ocampo, i den centrala delen av landet, 270 km väster om huvudstaden Mexico City. Nuevo Paraíso ligger 1 693 meter över havet och antalet invånare är 178.
Terrängen runt Nuevo Paraíso är platt åt nordväst, men åt sydost är den kuperad. Runt Nuevo Paraíso är det ganska tätbefolkat, med 100 invånare per kvadratkilometer. Närmaste större samhälle är Puruándiro, 15,3 km öster om Nuevo Paraíso. I omgivningarna runt Nuevo Paraíso växer huvudsakligen savannskog.